# Светофор

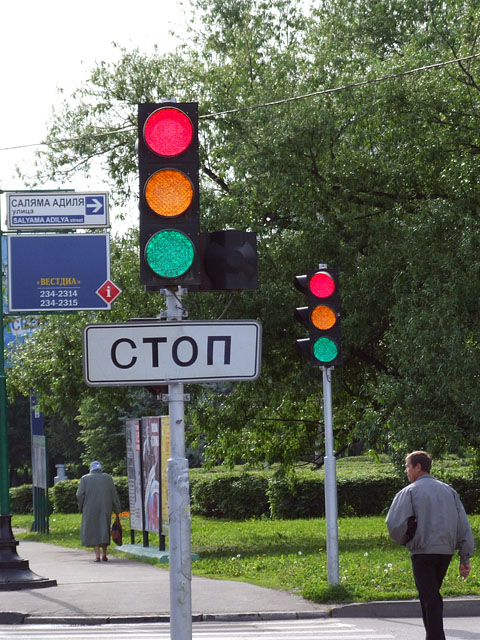
Автодорожный светофор со светодиодными огнями

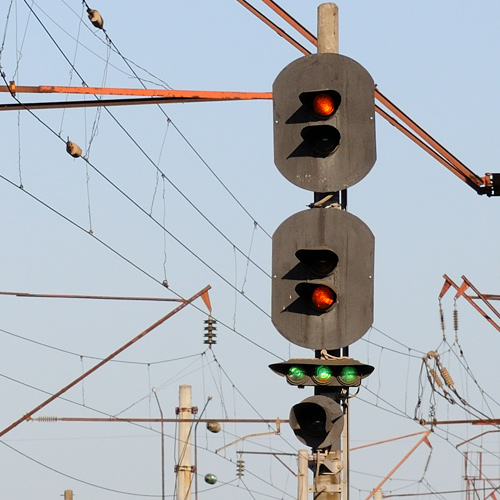
Железнодорожный светофор с показанием «два жёлтых и зелёная светящаяся полоса»

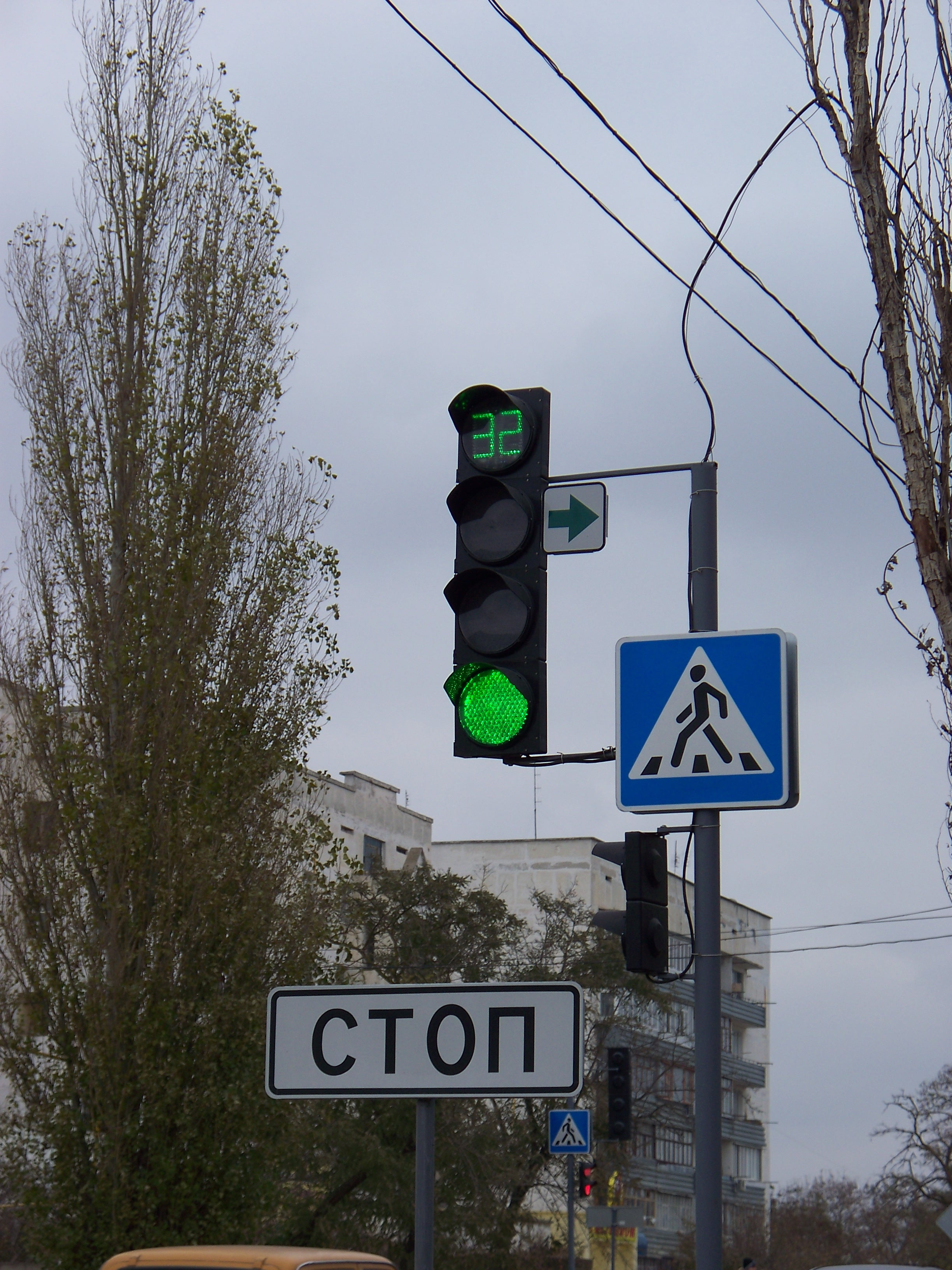
Светофор с цифровым табло и дополнительной стрелкой

Светофо́р (от свет + греч. φορέας «несущий») — светосигнальный аппарат для регулирования движения транспорта и пешеходов, в котором используются сигнальные огни и другие световые сигналы. Светофор разрешает или запрещает движение транспорта и пешеходов в определённом направлении на небольшое время. При использовании сигнальных огней различают светофоры с цветными сигналами — зелёным, жёлтым, красным, а также синим, лунно-белым (на железных дорогах); позиционные, которые сигнализируют расположением одноцветных огней; комбинированные, сочетающие сигнализацию цветом и расположением огней.
Светофор используется для регулирования движения автомобильного, железнодорожного, водного и другого транспорта, а также пешеходов на пешеходных переходах.
Светофорный объект — совокупность светофоров, установленных на объекте улично-дорожной сети и предназначенных для регулирования очерёдности движения транспорта и пешеходов через него, а также сам такой объект. Примером светофорного объекта является регулируемый перекрёсток. Во многих городах мира все светофорные объекты пронумерованы и внесены в специальный реестр либо снабжены QR-кодами.

## История
10 декабря 1868 года был установлен первый светофорный аппарат в Лондоне недалеко от здания Британского парламента. Его изобретатель — Джон Пик Найт — был специалистом по железнодорожным семафорам. Светофор управлялся вручную и имел две семафорные стрелки: поднятые горизонтально означали сигнал «стоп», а опущенные под углом в 45° — движение с осторожностью. В тёмное время суток использовался вращающийся газовый фонарь, с помощью которого подавались, соответственно, сигналы красного и зелёного цветов. Светофор использовался для облегчения перехода пешеходов через улицу, а его сигналы предназначались для повозок — пока пешеходы идут, повозки должны стоять.
2 января 1869 года газовый фонарь светофора взорвался, травмировав управляющего светофором полицейского, после чего в Европе светофоры были запрещены.
В 1910 году была разработана и запатентована первая автоматическая система светофоров (способная к переключению без непосредственного участия человека) Эрнстом Сиррином из Чикаго. В его светофоре использовались неподсвеченные надписи Stop и Proceed.
Изобретателем первого электрического светофора считается Лестер Вайр из Солт-Лейк-Сити (штат Юта, США). В 1912 году он разработал (но не запатентовал) светофор с двумя цилиндрическими электрическими сигналами (красного и зелёного цветов).
5 августа 1914 года в Кливленде Американская светофорная компания установила на перекрёстке 105-й улицы и Евклид-авеню четыре электрических светофора конструкции Джеймса Хога. Они имели красный и зелёный сигнал и при переключении издавали звуковой сигнал. Системой управлял полицейский, сидящий в стеклянной будке на перекрёстке. Светофоры задавали правила движения, аналогичные принятым в настоящее время в США: поворот направо осуществлялся в любое время при отсутствии помех, а поворот налево — на зелёный сигнал вокруг центра перекрёстка.
В 1920 году трёхцветные светофоры с использованием жёлтого сигнала были установлены в Детройте и Нью-Йорке. Авторами изобретений были, соответственно, Уильям Поттс (англ. William Potts) и Джон Ф. Харрис (англ. John F. Harriss).
Став свидетелем аварии между автомобилем и конным экипажем, изобретатель Гаррет Морган подал патент США на светофор. Патент № 1 475 024 был выдан 20 ноября 1923 года на трёхпозиционный светофор Моргана.
В Европе аналогичные светофоры были впервые установлены в 1922 году в Париже на пересечении Рю де Риволи (фр. Rue de Rivoli) и Севастопольского бульвара (фр. Boulevard de Sebastopol) и в Гамбурге на Штефансплатц (нем. Stephansplatz). В Англии — в 1927 году в городе Вулвергемптоне (англ. Wolverhampton).
В СССР первый светофор установили в Москве 30 декабря 1930 года на углу улиц Петровки и Кузнецкого Моста. В Ленинграде это случилось в начале 1930-х годов. Одна из ленинградских газет писала в декабре 1929 года: «Госавтоинспекция Ленинграда планирует установить первый семафор на пересечении проспектов 25 Октября и Володарского в январе 1930 года». Семафор должен был иметь только один сигнал — красный. Но это намерение так и осталось на бумаге. Становление светофорной сигнализации происходило постепенно, светофоры по своему устройству разнились даже в двух столицах, не говоря уже о регионах (так, одно время в Москве зелёный сигнал был наверху, а в Ленинграде — внизу). В городах СССР сигналы, подаваемые милиционером-регулировщиком без жезла (до 1939 года), рукой, затянутой в белую перчатку, тоже были разные. Эти факты подтверждаются опубликованными в 1936 году «Правилами движения… по дорогам СССР». Также использовались экспериментальные варианты (устройство с ручным управлением системы инженера Кацнельсона было изготовлено в двух экземплярах — для Москвы и Ленинграда).
До 1959 года красный и зелёный цвета были на местах, противоположных нынешним, затем СССР присоединился к Международной конвенции о дорожном движении и к Протоколу о дорожных знаках и сигналах.

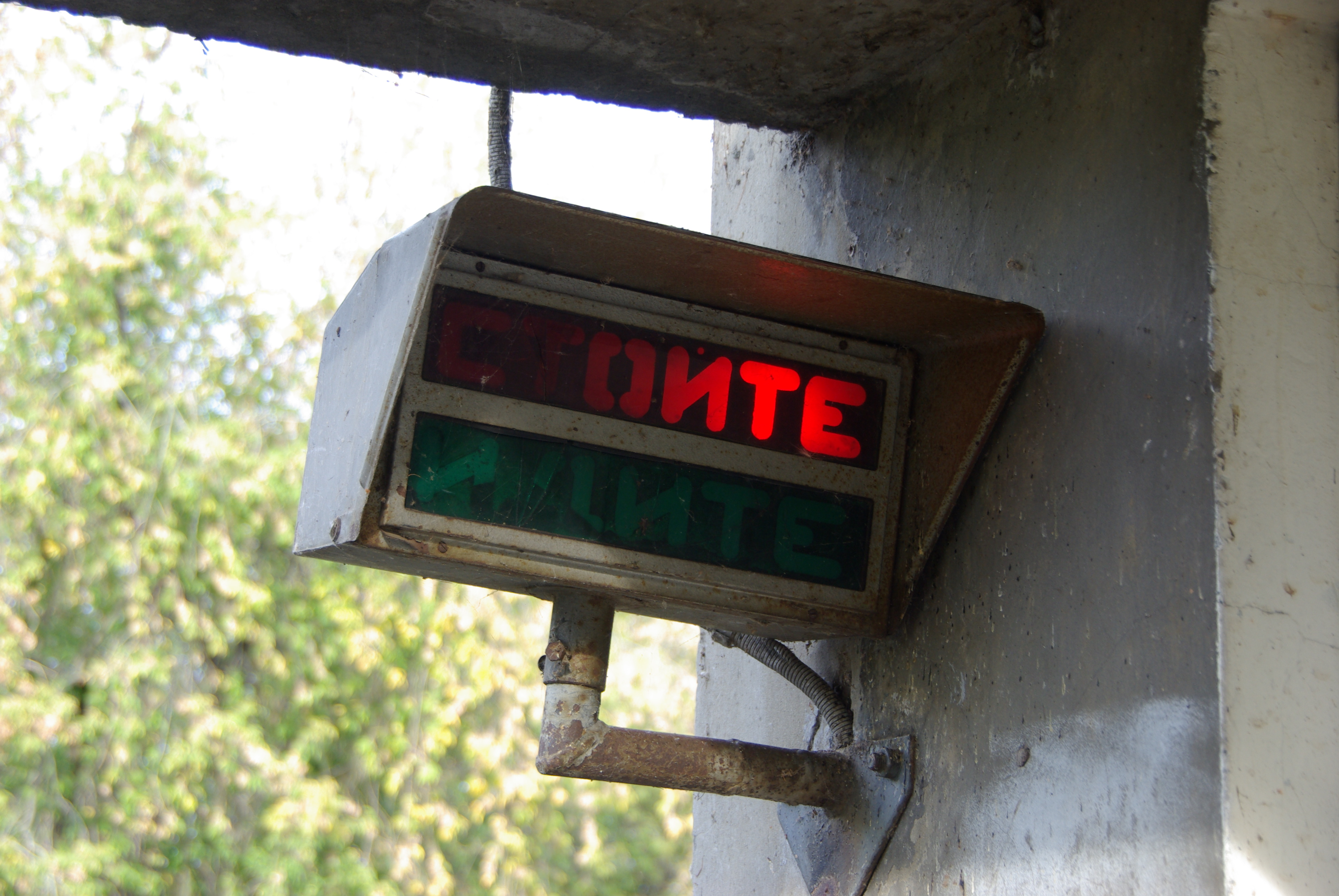
Светофор для пешеходов с надписями

В 1960-х годах появились специальные светофоры для пешеходов. Первоначально они имели прямоугольную форму и состояли из двух секций с лампами, где на стекле красными литерами было написано «стойте», а зелёными — «идите». В частности, такой светофор можно увидеть в новелле «Наваждение», входящей в кинокомедию Леонида Гайдая «Операция Ы и другие приключения Шурика».
К концу 1970-х такие пешеходные светофоры были заменены привычными сегодня моделями с «человечками». Сами дорожные светофоры за последние семь десятилетий тоже претерпели изменения. Первоначально ими управляли сотрудники ОРУДа (позднее ГАИ), размещаемые на перекрёстках в специальных постовых будках, как описано в стихах Сергея Михалкова про «дядю Стёпу», а также показано в художественном фильме «Улица полна неожиданностей». К 1970-м годам появилась централизованная система автоматического регулирования светофоров, позволяющая, в частности, делать так называемую зелёную волну. Тогда же пешеходам дали возможность самостоятельно регулировать работу светофора. Для этого возле регулируемого пешеходного перехода устанавливали пульты с кнопкой, нажав на которую можно было переключить светофор для пешеходов на зелёный сигнал, а для транспорта, соответственно, на красный. Кроме того, если первоначально светофоры устанавливались не на всех улицах городов, а лишь на центральных, с наиболее оживлённым и интенсивным движением, то постепенно, с увеличением транспортных потоков, число светофоров стало расти.
В связи с историей светофора часто упоминают имя американского изобретателя Гаррета Моргана, запатентовавшего в 1923 году светофор оригинальной конструкции. Однако в историю он вошёл благодаря тому, что впервые в мире в патенте, кроме технической конструкции, указал назначение: «Назначение устройства — сделать очерёдность проезда перекрёстка независимой от персоны, сидящей в автомобиле».
В середине 1990-х были изобретены зелёные светодиоды с достаточной яркостью и чистотой цвета, и начались эксперименты со светодиодными светофорами. Саров стал первым городом, в котором светодиодные светофоры стали применяться массово.

## Дорожные светофоры
Дорожный светофор — светосигнальное устройство, применяемое для регулирования очередности пропуска транспортных средств и пешеходов. В международном законодательстве используется термин «световые дорожные сигналы».

### Огни

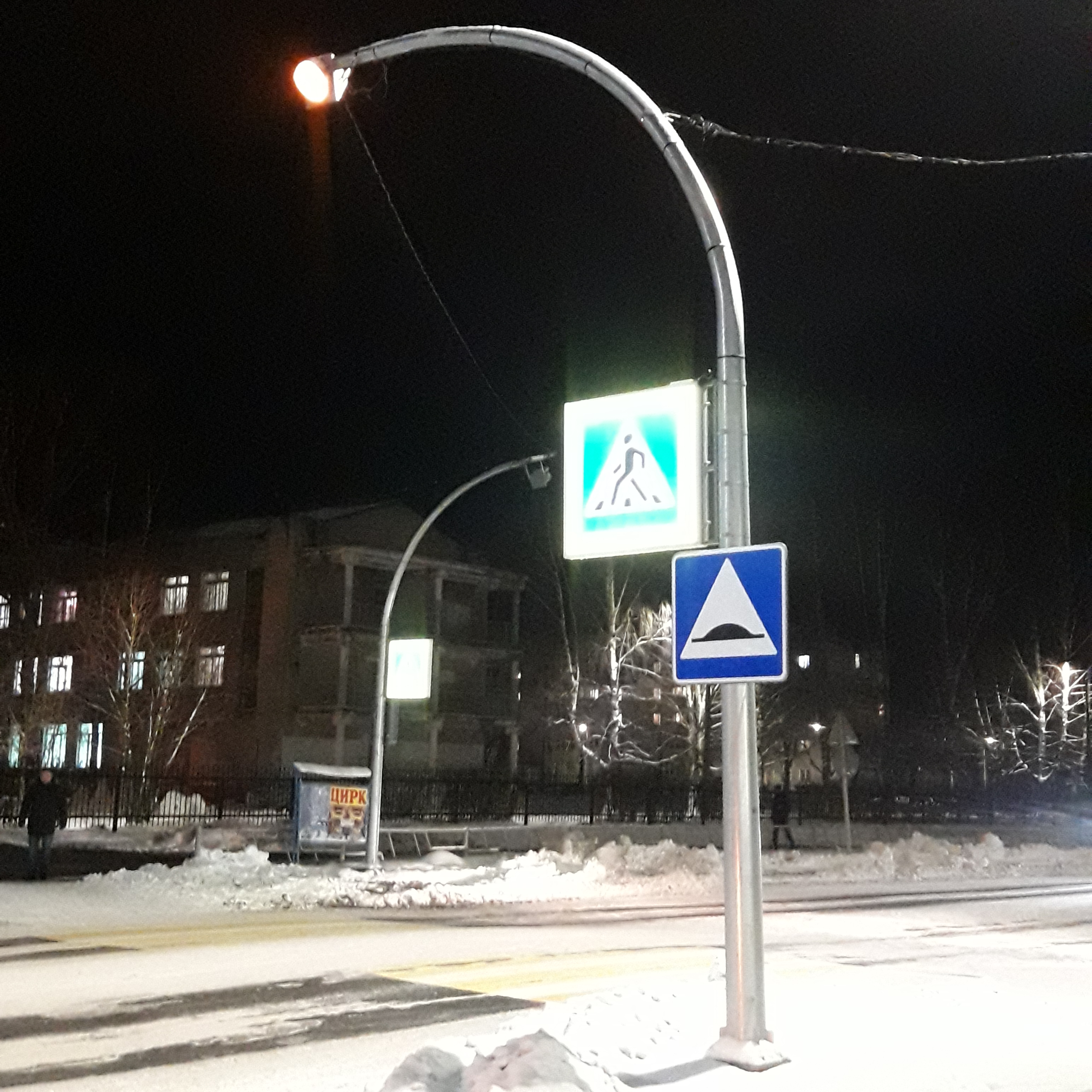
Светофор с одним жёлтым мигающим огнём и дорожный знак с внутренней подсветкой

Наиболее распространены светофоры с сигналами (обычно круглыми) трёх цветов: красного, жёлтого (горит 0,5–1 сек.) и зелёного. В некоторых странах, в том числе и в России, вместо жёлтого используется оранжевый цвет. Сигналы могут быть расположены как вертикально (при этом красный сигнал всегда располагается сверху, а зелёный — снизу), так и горизонтально (при этом красный сигнал всегда располагается слева, а зелёный — справа). При отсутствии других, специальных светофоров, они регулируют движение всех видов транспортных средств и пешеходов (но на перекрёстке может быть бессветофорное движение последних). Иногда сигналы светофора дополняют специальным табло обратного отсчёта времени, которое показывает, сколько времени ещё будет гореть сигнал. Чаще всего табло обратного отсчёта делают для зелёного сигнала светофора, но в ряде случаев табло отображает и оставшееся время красного сигнала.
В некоторых городах России, Украины и других стран устанавливаются светофоры с увеличенным красным сигналом (300/200/200 mm). Такие светофоры распространены в Санкт-Петербурге, Киеве, Риме и других городах.
Повсеместно распространены основные сигналы светофоров:
- красный сигнал светофора запрещает проезд за стоп-линию (при её отсутствии за светофор) или впереди стоящее транспортное средство на охраняемый светофором участок;
- жёлтый обязывает сбросить скорость и быть готовым к тому, что светофор через 0,5–1 сек переключится на красный;
- зелёный — разрешает движение со скоростью, не превышающей максимальный уровень для данной автотрассы.

Распространено, но не повсеместно, использование сочетания красного и жёлтого сигналов, обозначающее предстоящее включение зелёного сигнала. Иногда зелёный сигнал включается сразу после красного без промежуточного жёлтого, но не наоборот. Детали применения сигналов различаются в зависимости от принятых в той или иной стране Правил дорожного движения.
- На некоторых светофорах предусмотрен один бело-лунный или несколько бело-лунных огней для специальной автотранспортной полосы, допускающих маршрутное движение автотранспортных средств. Бело-лунный сигнал ставится, как правило, на нестандартных перекрёстках, на дорогах со второй двойной сплошной или в случае, когда одна полоса меняется местами с другой, например, когда трамвайная линия, идущая по центру магистрали, переходит на обочину.

Существуют светофоры из двух секций — красной и зелёной. Такие светофоры обычно устанавливаются на пунктах, где пропуск автомобилей производится в индивидуальном порядке, например, на пограничных переходах, при въезде или выезде с автостоянки, охраняемой территории и т. п.
Могут также подаваться мигающие сигналы, смысл которых зависит от местного законодательства. В России и во многих странах Европы мигающий зелёный сигнал означает предстоящее переключение к жёлтому. Автомобили, приближающиеся к светофору с мигающим зелёным сигналом, могут принять меры к своевременному торможению, чтобы избежать выезда на охраняемый светофором перекрёсток или переход на запрещающий сигнал. В некоторых провинциях Канады (Атлантическое побережье, Квебек, Онтарио, Саскачеван, Альберта) мигающий зелёный сигнал светофора означает разрешение левого поворота и проезда прямо (встречный транспорт остановлен красным светом). В Британской Колумбии мигающий зелёный сигнал светофора на перекрёстке означает, что на пересекаемой дороге не установлены светофоры, а лишь знаки «Стоп», при этом зелёный мигающий сигнал горит и для встречного транспорта. Мигающий жёлтый сигнал требует снизить скорость для проезда перекрёстка или пешеходного перехода как нерегулируемого (например, в ночные часы, когда регулирование не требуется из-за низкой интенсивности движения). Иногда для этих целей применяются специальные светофоры, состоящие из мигающей одной или попеременно мигающих двух жёлтых секций. Мигающий красный сигнал может означать предстоящее переключение к зелёному в случае, если на данном светофоре отсутствует сочетание красный+жёлтый.

### Стрелки и стрелочные секции
Сигналы светофоров могут быть представлены цветными стрелками на тёмном фоне, либо нанесены контурные стрелки на основные сигналы, а также у светофора могут быть дополнительные секции в виде стрелок или контуров стрелок, регулирующие движение в том или ином направлении.
Так, в правилах дорожного движения Российской Федерации в пунктах 6.3, 6.4 и 13.5 описаны следующие варианты:
- сигналы светофора представлены цветными стрелками (красным, жёлтым, зелёным) — действие сигнала распространяется только в направлении движения, указанном стрелкой (зелёная стрелка налево разрешает также разворот, если он не запрещён);
- на зелёный сигнал светофора нанесена чёрная контурная стрелка(и) — оповещает, что это основной сигнал светофора и у светофора имеется дополнительная секция, действие основного сигнала при этом распространяется только в направлениях, указанных контурной стрелкой;
- дополнительная секция с зелёной стрелкой на уровне основного зелёного сигнала светофора — во включённом состоянии разрешает только движение в указанном направлении (стрелка налево разрешает также разворот, если он не запрещён), при этом, если в основном сигнале включён красный или жёлтый цвета, то движение в направлении сигнала дополнительной секции допускается только уступив движущимся с других направлений на перекрёстке транспортным средствам. В выключенном состоянии или красный сигнал с контурной стрелкой — запрещает поворот в указанном направлении. Литва является первой из бывших советских республик, которая с 1 ноября 2019 года отказалась от пункта правил дорожного движения, который запрещает движение в направлении дополнительной стрелки, если дополнительная секция выключена.

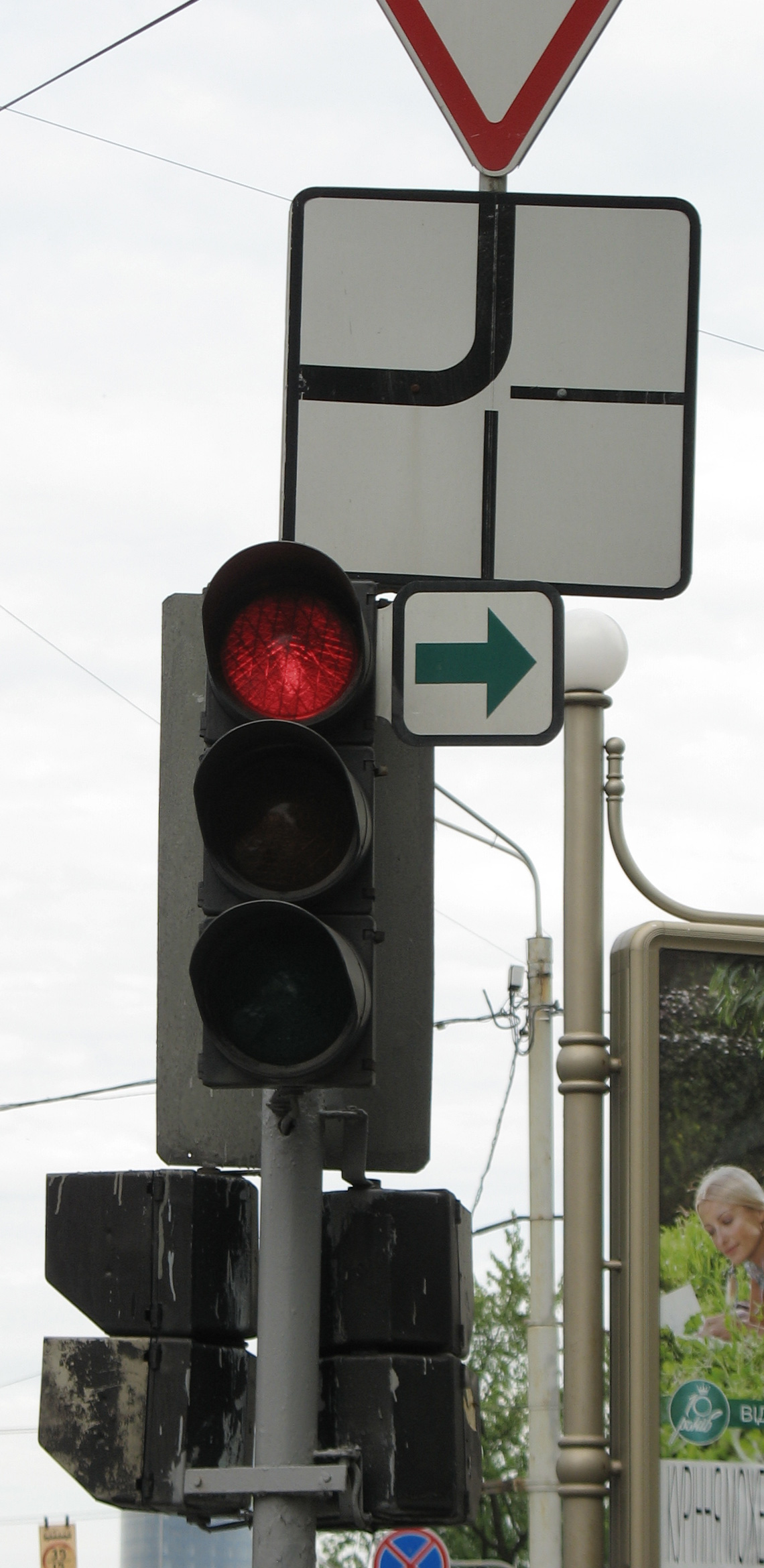
«Всегда горящая» зелёная секция (Киев, 2008)

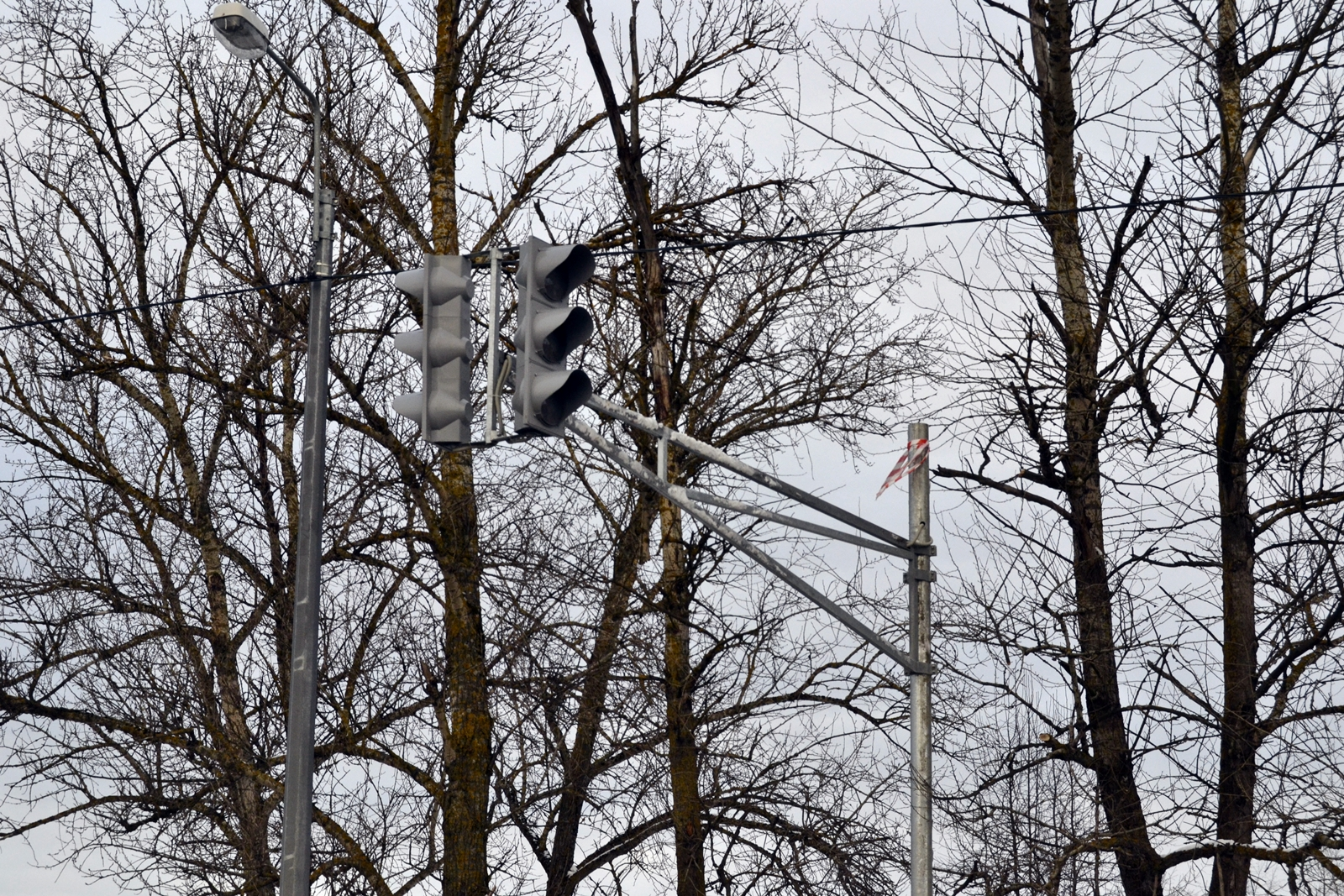
Светофор у "Пятерочки" поставлен

Правила (на территории Украины, но не во всех странах бывшего СССР) таковы:
- Контурные стрелки на красном (жёлтом, зелёном) фоне — это обычный светофор, действующий только в заданном направлении;
- Сплошная зелёная стрелка на чёрном фоне разрешает проезд, но не даёт преимущества при разъезде[12][13][14].

Чаще всего дополнительная секция «направо» либо горит постоянно, либо зажигается за несколько секунд до включения основного зелёного сигнала или же продолжает гореть ещё несколько секунд после выключения основного зелёного сигнала.
Дополнительная секция «налево» в большинстве случаев означает выделенный поворот налево, так как этот манёвр создаёт больше помех движению, чем правый поворот.
В некоторых странах, например на Украине, на светофорах встречаются «всегда горящие» зелёные секции, выполненные в виде таблички с зелёной стрелкой на белом фоне. Табличка расположена на уровне красного сигнала и направлена вправо (стрелка влево тоже предусмотрена, но может быть установлена только на перекрёстке дорог с односторонним движением). Зелёная стрелка на табличке сигнализирует о том, что поворот направо (налево) разрешён при красном сигнале в основной секции. При повороте по такой стрелке водитель обязан занять крайнюю правую (левую) полосу и уступить дорогу пешеходам и транспорту, движущемуся с других направлений. Таблички со стрелками вправо также используются в Литве с 1995 года. Они были удалены 1 января 2020 года из-за опасности для участников дорожного движения. Несмотря на то, что дата отмены таблиц с зелёными стрелками была объявлена в октябре 2014 года, многие муниципалитеты не были готовы к альтернативам, что вызвало значительное возмущение общественности в январе 2020 года. В ответ на ситуацию правительство разрешило возврат таблиц с зелёными стрелками, но каждая таблица должна быть согласована с государственным органом, Агентством транспортной компетенции, которое проводит оценку таблиц с точки зрения безопасности движения и пропускной способности.

### Светофор с мигающим красным огнём
Красный мигающий сигнал (как правило, на светофорах с мигающей одной или попеременно мигающими двумя красными секциями) используется для ограждения пересечений с трамвайными линиями при приближении трамвая, мостов при разводке, участков дорог вблизи взлётно-посадочных полос аэропортов при взлёте и посадке самолётов на опасной высоте. Эти светофоры аналогичны тем, что используются на железнодорожных переездах (см. ниже)

### Светофор, устанавливаемый на железнодорожных переездах
Данный светофор устанавливается непосредственно на железнодорожных переездах в сочетании с дорожными знаками «СТОП» и «Место остановки» соответственно. Обычно состоит из двух горизонтально расположенных между собой красных секций и одной дополнительной секцией бело-лунного цвета. Белая секция расположена между красными, ниже или выше соединяющей их секций. Значение сигналов следующее:
- два попеременно мигающих красных сигнала — движение через переезд запрещено; данный сигнал обычно дублируется звуковой сигнализацией (звонком);
- мигающий бело-лунный сигнал светофора означает, что техническая система переезда находится в исправности, а также информирует участников дорожного движения об безостановочном проезде через железнодорожный переезд[16][17].

### Реверсивный светофор

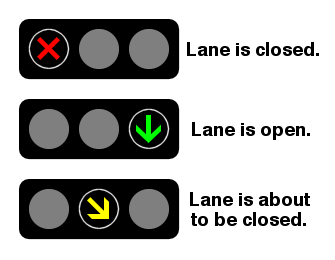
Реверсивный светофор

Для регулирования движения по полосам проезжей части (особенно там, где возможно реверсивное движение), применяют специальные светофоры контроля полосы (реверсивные). В соответствии с Венской конвенцией о дорожных знаках и сигналах такие светофоры могут иметь два или три сигнала:
- красный Х-образный сигнал запрещает движение по полосе;
- зелёная стрелка, направленная вниз, разрешает движение;
- дополнительный сигнал в виде диагональной жёлтой стрелки информирует о смене режима работы полосы и указывает направление, в котором её необходимо покинуть.

### Светофоры для маршрутных транспортных средств

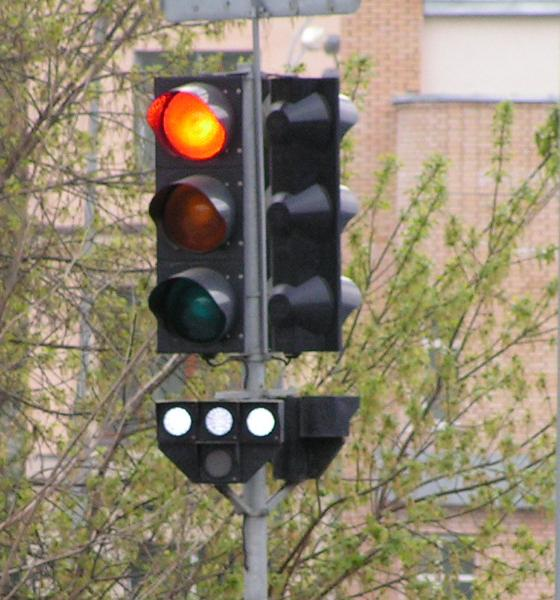
Т-образный светофор в Москве показывает сигнал «движение запрещено»

Для регулирования движения маршрутных транспортных средств (трамваев, автобусов, троллейбусов) либо маршрутного движения всех автотранспортных средств используют специальные светофоры, вид которых отличается от страны к стране.
В России Правилами дорожного движения предусмотрено использование специальных светофоров для трамваев и других маршрутных транспортных средств (автобусов, троллейбусов и т. д.), движущихся по выделенной для них полосе. Стандартно используется Т-образный светофор с четырьмя круглыми сигналами бело-лунного цвета — тремя верхними и одним нижним. Движение прямо разрешается только при одновременном включении нижнего и верхнего среднего сигналов; поворот направо — только при одновременном включении нижнего и верхнего правого; поворот налево, а также разворот — только при одновременном включении нижнего и верхнего левого. Если включены три верхних сигнала, а нижний выключен, то движение запрещено. Также в тех случаях, когда направление движения на линии только одно, применяют иногда светофор в виде обычной одиночной круглой секции со светящейся буквой «Т» жёлтого цвета, разрешающий движение, когда освещён, и запрещающий, когда не освещён.
В Швейцарии для этой цели используется одиночный сигнал оранжевого цвета (включённый постоянно или мигающий).
В странах Северной Европы используются светофоры с тремя секциями, совпадающими по расположению и назначению со стандартными светофорами, но имеющими белый цвет и форму знаков: «S» — для сигнала, запрещающего движение, «—» — для предупреждающего сигнала, стрелка направления движения — для разрешающего сигнала.
Также существуют светофоры на трамвайных станциях (конечных) — то есть вне автомобильных дорог, имеющие по 2 секции — красную и зелёную. Они служат для указания порядка отправления трамвайных поездов с разных путей станции.
Не существует международного стандарта для светофоров для маршрутных транспортных средств, и они могут сильно отличаться даже в соседних странах. В качестве примера ниже приводятся сигналы таких светофоров в Бельгии и Нидерландах:
Значение сигналов (слева направо):
- Разрешается движение прямо;
- Разрешается движение налево;
- Разрешается движение направо;

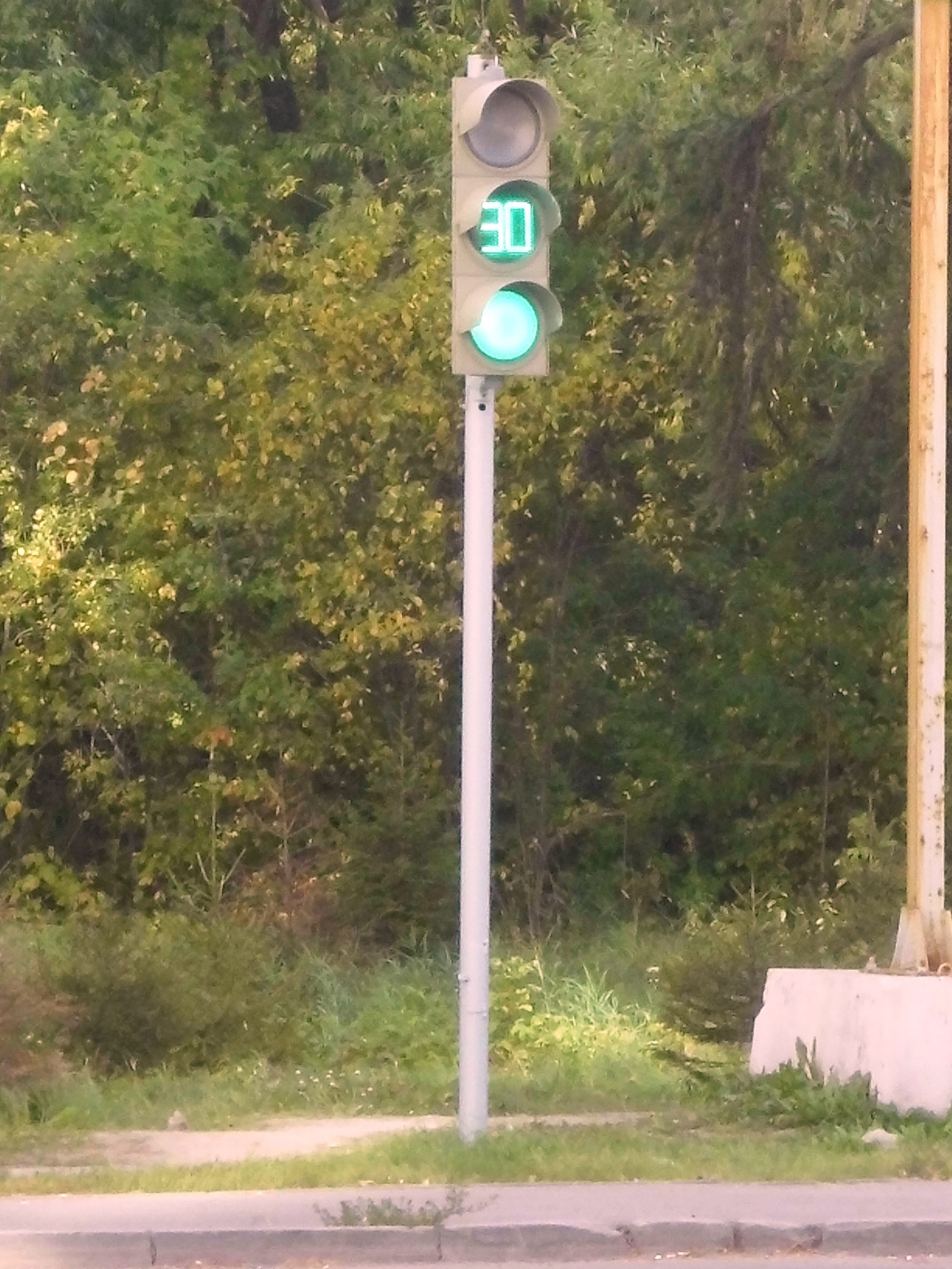
Светофор с таймером

- Разрешается движение во всех направлениях (аналогично зелёному сигналу автомобильного светофора);
- Движение запрещается, за исключением тех случаев, когда для остановки требуется экстренное торможение (аналогично жёлтому сигналу автомобильного светофора);
- Движение запрещается (аналогично красному сигналу автомобильного светофора).

Из-за своего специфического вида нидерландский светофор получил прозвище negenoog, то есть «девятиглаз».

### Светофор для пешеходов

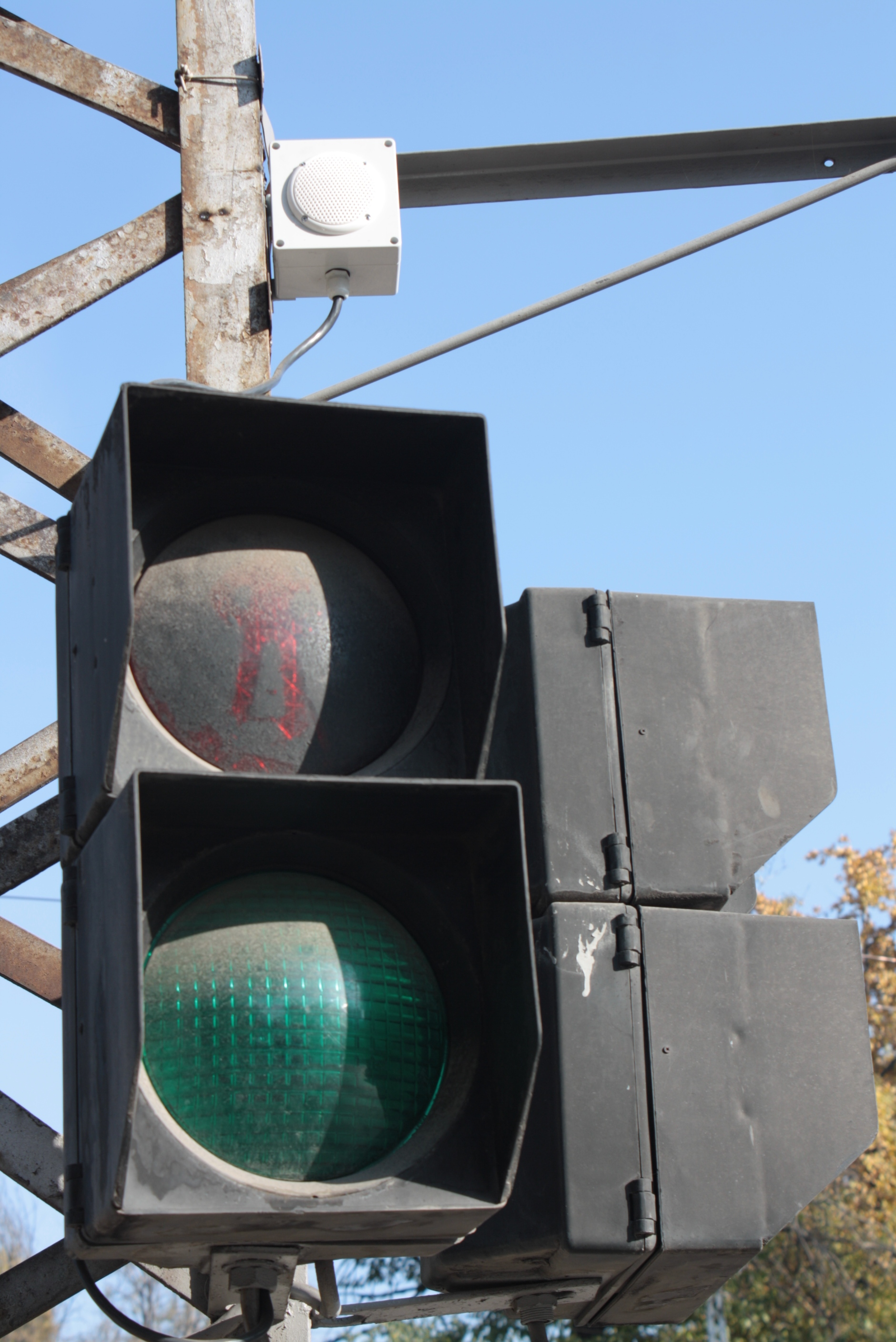
Старый советский светофор с квадратными козырьками и звуковым сопровождением для слепых пешеходов

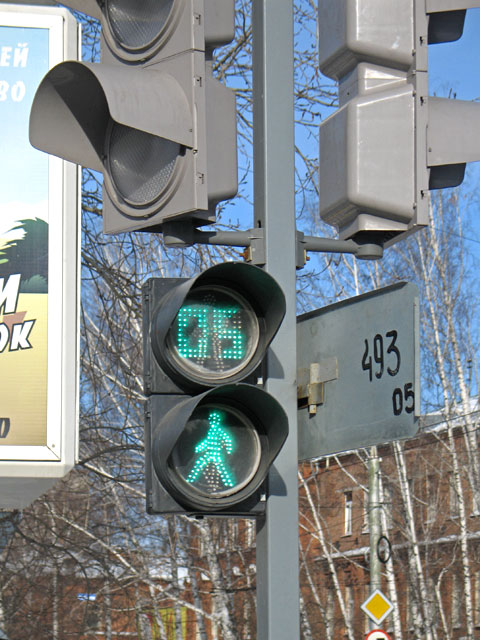
Светодиодный светофор для пешеходов с обратным отсчётом времени в Томске

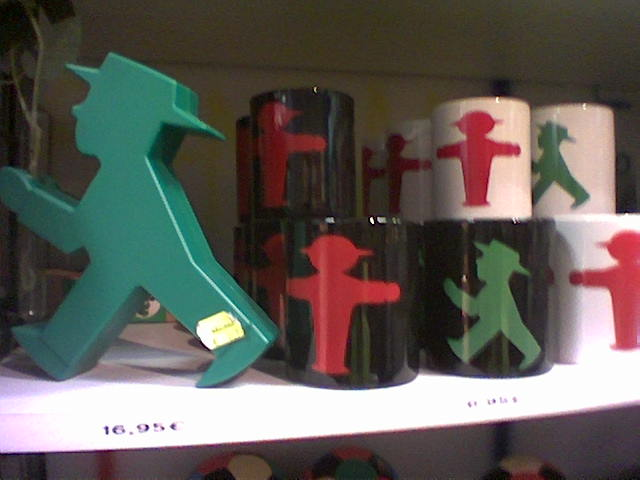
Сувениры с изображением «светофорного» человечка

Такие светофоры регулируют движение пешеходов через пешеходный переход. Как правило, он имеет два вида сигналов: разрешающий и запрещающий. Обычно для этой цели используют соответственно зелёный и красный свет. Сами сигналы имеют различную форму. Чаще всего используют сигналы в виде силуэта человека: красный — стоящего, зелёный — идущего. В 1970-е годы в городах СССР использовались пешеходные светофоры иного вида — прямоугольной формы; с красным сигналом в виде надписи «стойте» и зелёным в виде надписи «идите» (такие светофоры показывают крупным планом в фильме «Следствие ведут ЗнаТоКи. Несчастный случай»). В США красный сигнал часто выполняют в виде силуэта поднятой ладони (жест «стоп»). Иногда используют надписи «не идите» и «идите» (в английском языке «Don’t Walk» и «Walk», в других языках — аналогично).
В столице Норвегии для запрещения движения пешеходов используются две стоящие фигуры, окрашенные красным цветом. Делается это для того, чтобы слабовидящие или люди, страдающие дальтонизмом, могли понять, можно им идти или нужно стоять.
На оживлённых магистралях устанавливают, как правило, автоматически переключающиеся светофоры. Но часто применяется и вариант, когда светофор переключается после нажатия специальной кнопки и разрешает переход в течение определённого времени после этого.
Современные светофоры для пешеходов дополнительно оборудуют также звуковыми сигналами, предназначенными для слепых пешеходов, а иногда и табло обратного отсчёта времени (впервые появились во Франции в 1998 году).
Также пешеходные светофоры оборудованы звуковым сигналом на железнодорожных переходах.
Во времена существования ГДР сигналы светофора для пешеходов имели оригинальную форму маленького «светофорного» человечка. В Саксонии и восточной части Берлина такие светофоры ставят по сей день. В других городах Германии также используют оригинальный дизайн сигнала, связанный с местными историей и культурой: в Бонне это портрет Бетховена, в Бад-Наухайме — силуэт Элвиса Пресли, в Бремене — Бременские музыканты, в Трире — Карл Маркс и так далее.
В отсутствие пешеходного светофора пешеходы руководствуются показаниями автомобильного светофора.

### Светофор для велосипедистов

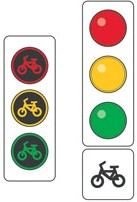
Светофоры для велосипедов

Для регулирования движения велосипедов иногда применяют специальные светофоры.
Это может быть светофор, сигналы которого выполнены в форме силуэта велосипеда, или обычный трёхцветный светофор, снабжённый специальной табличкой. Как правило, такие светофоры имеют меньший размер, чем автомобильные, и устанавливаются на удобной для велосипедистов высоте.

### Трамвайный светофор
Т-образные (трамвайные) светофоры предназначены для регулирования движения транспортных средств, имеющих выделенную полосу для движения, — в абсолютном большинстве случаев для трамваев. Обычно устанавливаются перед участками с ограниченной видимостью, перед затяжными подъёмами, спусками, на въезде/выезде трамвайных депо, а также перед трамвайными стрелками и сплетениями путей.

Т-образный светофор представляет собой 4 бело-лунных сигнала; 3 расположены горизонтально в ряд, 4-й в середине под ними. Как сказано в ПДД РФ (п. 6.8)
Для регулирования движения трамваев, а также других маршрутных транспортных средств, движущихся по выделенной для них полосе, могут применяться светофоры одноцветной сигнализации с четырьмя круглыми сигналами бело-лунного цвета, расположенными в виде буквы «Т». Движение разрешается только при включении одновременно нижнего сигнала и одного или нескольких верхних, из которых левый разрешает движение налево, средний — прямо, правый — направо. Если включены только три верхних сигнала, то движение запрещено.
Встречаются и односигнальные трамвайные светофоры с жёлтой буквой «Т» (хотя они не упомянуты в ПДД). Смысл их очень простой: светофор горит — трамвай может ехать, не горит — не может.
Помимо этого, используются и цветные светофоры. Трамвайные светофоры такого типа имеют 2 сигнала: красный и зелёный. Устанавливаются, в основном, либо справа от трамвайного пути, либо по центру над ним выше контактного провода.
Светофоры такого типа работают в автоматическом режиме.
Основное предназначение трамвайных светофоров состоит в том, чтобы сигнализировать водителям трамваев о занятости следующей за светофором части трамвайного пути. Действие трамвайных светофоров распространяется только на трамваи.

## Железнодорожный светофор

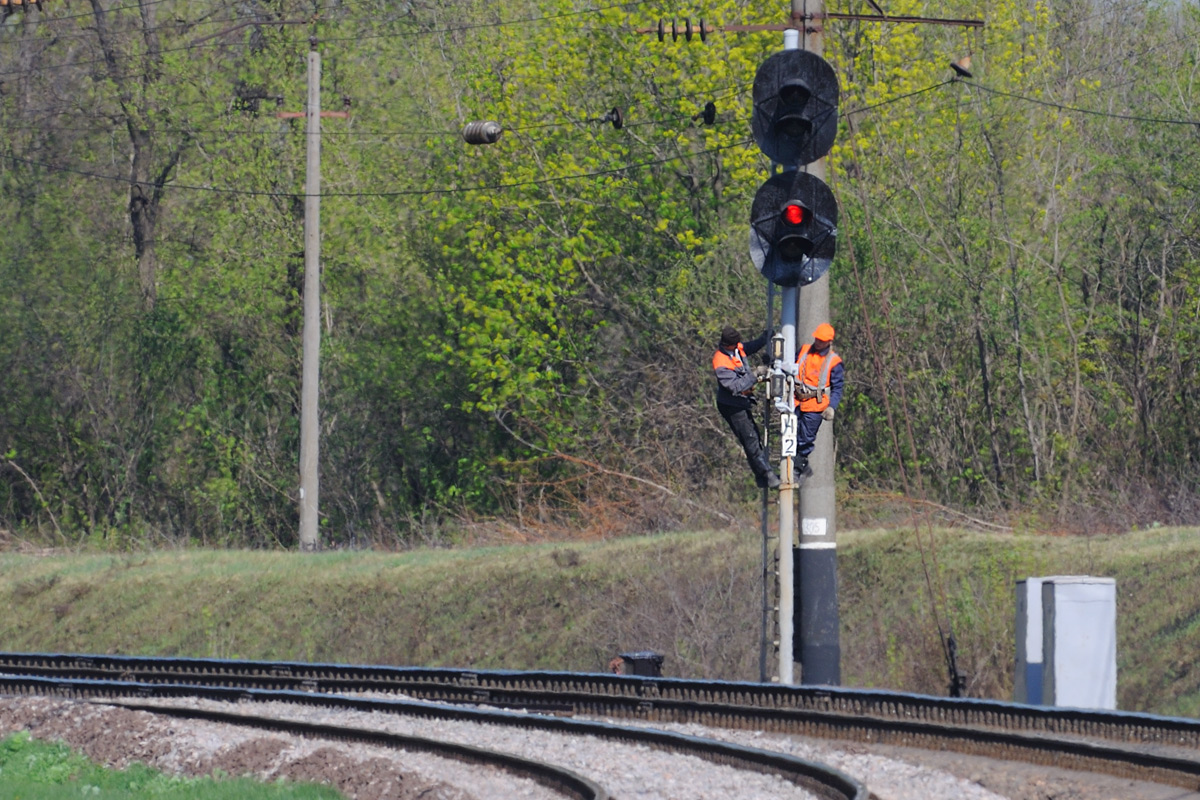
Обслуживание выходного светофора, Одесская ЖД

Железнодорожные светофоры предназначены для регулирования движения поездов, маневровых составов, а также регулирования скорости роспуска с сортировочной горки. Основные сигналы:
- красный — движение запрещается;
- жёлтый — разрешается движение с уменьшенной скоростью (40-60 км/ч, зависит от местных условий) до следующего светофора и с готовностью остановиться;
- зелёный — разрешается движение с установленной скоростью, впереди свободны 2 и более блок-участка (при автоблокировке) или весь перегон (при полуавтоматической блокировке);
- мигающий лунно-белый при горящем красном — пригласительный сигнал, разрешает движение с особой осторожностью, со скоростью не более 20 км/ч и с готовностью немедленно остановиться перед возникшим препятствием;
- два жёлтых, из них верхний мигающий — разрешается движение с установленной скоростью, следующий светофор открыт, поезд следует с отклонением по стрелочному переводу (при следовании по отклонениям стрелочных переводов могут применяться ограничения скорости движения);
- два жёлтых — разрешается движение с уменьшенной скоростью, следующий светофор закрыт, поезд следует с отклонением по стрелочному переводу;
- жёлтый мигающий — разрешается движение с установленной скоростью, следующий светофор открыт и требует проследования с уменьшенной скоростью.

Также светофоры или дополнительные световые указатели могут информировать машиниста о маршруте или как-либо ещё конкретизировать показание. Если на входном светофоре горит два жёлтых — это значит, что поезд будет ехать с отклонением по стрелкам, следующий светофор закрыт; если горит два жёлтых с одним верхним мигающий — следующий светофор открыт.
Существует отдельный тип железнодорожных светофоров — маневровые, которые подают следующие сигналы:
- один лунно-белый огонь — разрешается проследовать маневровый светофор;
- один синий огонь (в некоторых случаях — один красный огонь) — запрещается проследовать маневровый светофор[22].

Неработающий (неисправный) светофор (отсутствие показаний, непонятное показание) запрещает движение, и в этом случае машинист обязан руководствоваться указаниями поездного диспетчера или дежурного по станции. Недействующие светофоры закрещивают двумя рейками светлого цвета в виде буквы X, сигнальные огни при этом погашены.
Иногда железнодорожный светофор ошибочно называют семафором.

## Речные светофоры
Речные светофоры предназначены для регулирования движения речных судов. В основном используются для регулирования прохода судов через шлюзы, узкие или сложные места рек.
Различают дальние и ближние речные светофоры. Дальние светофоры разрешают или запрещают подход судов к шлюзу. Ближние светофоры устанавливаются непосредственно перед и внутри камеры шлюза на правой стороне по ходу движения судна. Они регулируют вход судов внутрь шлюзовой камеры и выход из неё.
Неработающий речной светофор (не горит ни один из сигналов) запрещает движение судов.
На нешлюзовых участках светофоры установлены, например, на Казачинском пороге реки Енисея, а в 1970–1980-х годах — были на реке Катунь. Такие светофоры имеют сигналы двух цветов — красного и зелёного.

## Светофоры вавтоспорте
В автоспорте светофоры могут устанавливаться на маршальских постах, на выезде с пит-лейн и на стартовой черте.
Стартовый светофор подвешивается над трассой таким образом, чтобы он был хорошо виден всем стоящим на старте. Расположение огней: «красный — зелёный» или «жёлтый — зелёный — красный». Сигналы светофора дублируются с противоположной стороны (чтобы всем болельщикам и судьям была видна процедура старта). Зачастую на гоночном светофоре не один красный фонарь, а несколько (на случай, если лампа сгорит).
Сигналы стартового светофора таковы:
- Красный: приготовиться к старту;
- Красный гаснет: старт! (старт с места);
- Зелёный: старт! (старт с хода, квалификация, прогревочный круг);
- Мигающий жёлтый: остановить двигатели! или начать повторный прогревочный круг!.

Сигналы для старта с места и старта с хода разные по такой причине. Гаснущий красный не позволяет стартовать рефлекторно — это снижает вероятность того, что кто-либо тронется с места на «тревожный» жёлтый свет. Во время старта с хода эта проблема не стоит, зато гонщикам важно знать, был ли дан старт (если судья посчитает стартовый строй неподходящим, автомобили отправляются на повторный формировочный круг). В этом случае зелёный стартовый сигнал информативнее.
В отдельных гоночных сериях встречаются и другие сигналы.
Маршальские светофоры встречаются в основном на овальных трассах и отдают те же команды, которые маршалы отдают флагами (красный — остановить гонку, жёлтый — опасный участок и т. д.). В «Формулу-1» маршальские светофоры вошли с первой ночной гонкой в этом классе — Гран-при Сингапура.
Светофор на пит-лейн (пит-полоса) имеет такие сигналы:
- Красный: выезд с пит-полосы запрещён;
- Зелёный: выезд с пит-полосы разрешён;
- Мигающий синий: к выезду приближается автомобиль, уступите ему дорогу.

В 2008 году команда «Феррари» использовала светофор вместо таблички для подачи сигналов гонщику во время пит-стопа. Система действовала полностью автоматически, но во время гран-при Сингапура из-за оживлённого движения по пит-лейн пришлось управлять светофором вручную. Механик по ошибке дал Массе зелёный ещё до того, как заправочный шланг вытащили из болида, что привело к инциденту. После этого команда вернулась к традиционной табличке.

## Конструкция

### На лампах накаливания и галогенных лампах
- Лампа
- Отражатель
- Светофильтр
- Линза Френеля
- Козырёк

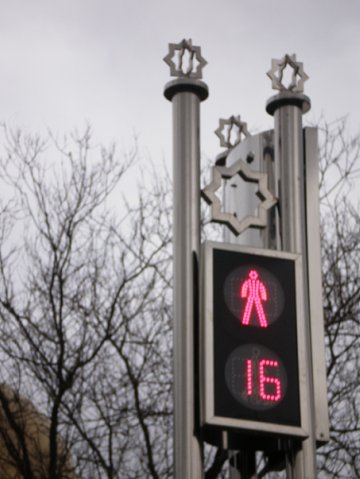
Светофор в Ашхабаде

Встречаются светофоры без отражателя. Это снижает и без того низкий КПД, но избавляет от ложной засветки.

### Светодиодные
- Матрица светодиодов, так называемый светоблок
- Антивандальное стекло, на внутренней стороне которого отлиты множество линз
- Козырёк

Преимущества
У светодиодных светофоров чистые яркие цвета, они менее склонны к паразитной засветке. Высокий КПД экономит электроэнергию. Выход из строя одного светодиода не сказывается на работе светофора; такие светофоры не сгорают, а теряют яркость со временем, давая дорожным службам время на ремонт. Светодиодные светофоры лучше видны под острым углом (это и преимущество, и недостаток). В одной секции могут сосуществовать несколько разных сигналов. Светодиодные светофоры более вандалоустойчивы.
Недостатки
На развязках с большим числом светофоров приходится искусственно делать светофоры направленными, снабжая их линзами особой формы. В странах с холодными зимами приходится делать подогрев светофора — обратная сторона высокого КПД.

### Дорожный контроллер
Светофорный объект — это группа светофоров, а также связанная с ними инфраструктура вроде зебр и знаков, которая обслуживает один участок дорожной сети и действует как единое целое.
Простейший способ управления светофором — электромеханический, с помощью кулачкового механизма. Более продвинутые электромеханические контроллеры имели несколько программ работы (несколько пакетов кулачков) — под разные нагрузки перекрёстка. В современных светофорах применяются микропроцессорные схемы.

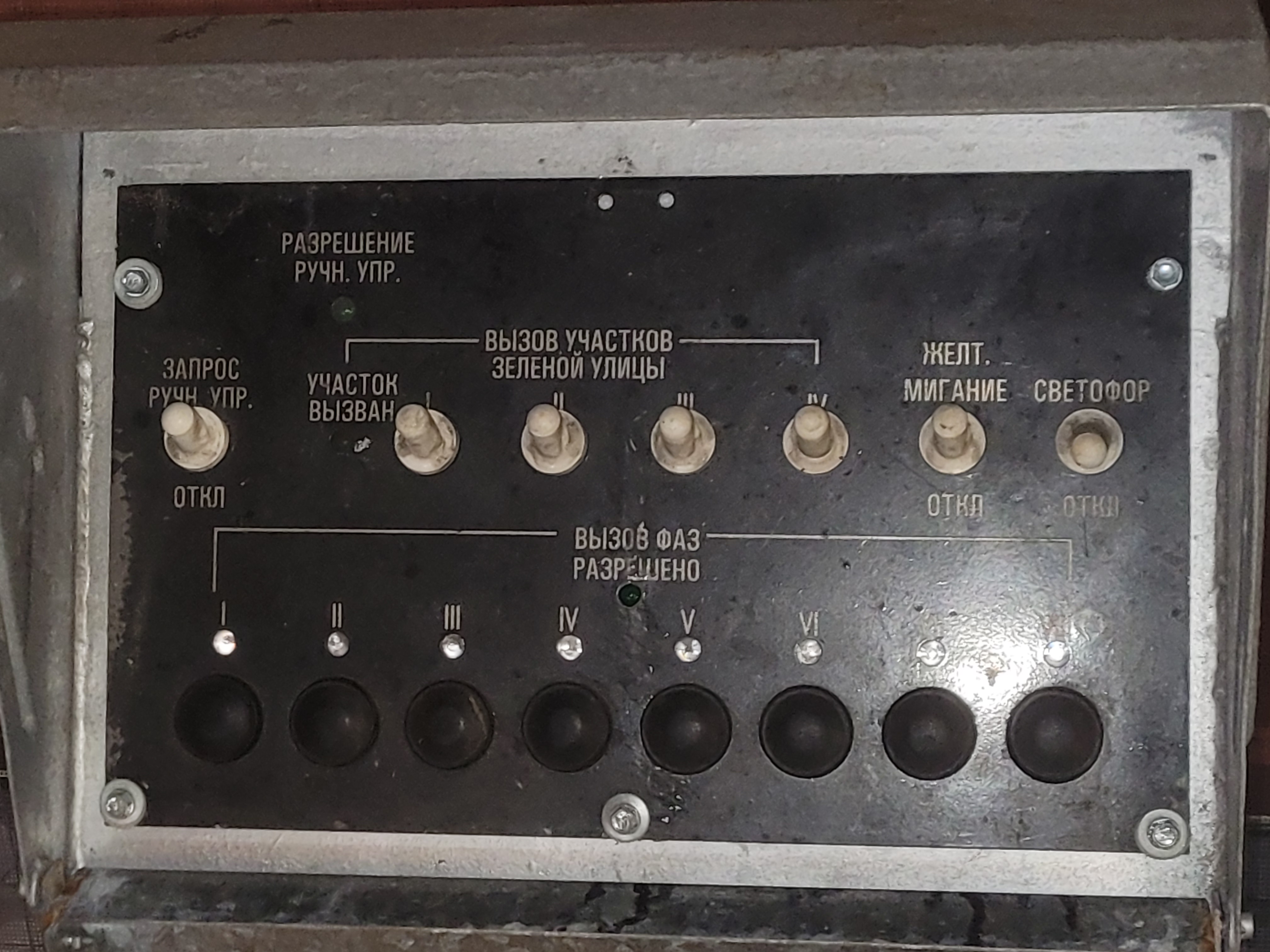
Панель ручного управления светофором для регулировщика в Москве

В крупных городах, страдающих от «пробок», светофорные объекты подключают к единой системе регулирования движения (как правило, через GSM-модем). Это позволяет оперативно изменять программы работы светофора (в том числе временно, на несколько часов или дней) и синхронизировать светофорные объекты друг с другом с точностью до секунд. Все программы составляются и утверждаются в ГИБДД.
Для прохода пешеходов через оживлённую трассу, а также на неравнозначных перекрёстках применяются контроллеры вызывного действия, дающие зелёный, когда со второстепенного направления приближается машина (для этого под асфальтом располагается индуктивный датчик) или когда пешеход нажмёт на кнопку.
Железнодорожные светофоры подключаются к исполнительной части системы сигнализации, централизации и блокировки.

## Дополнительныеинтерфейсы

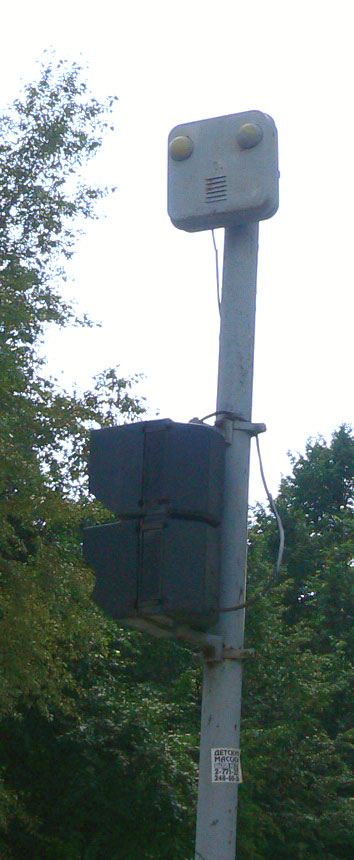
Светофор со звуковым сопровождением для слепых пешеходов

В некоторых странах светофоры снабжаются дополнительно ТОВ (табло отсчёта времени), показывающим, сколько секунд осталось до смены статуса светофора. В России подобные светофоры распространены сравнительно мало, чаще всего они встречаются в Москве, Санкт-Петербурге и в других крупных городах. Обычно же наиболее распространены в России повсеместно, когда табло обратного отсчёта времени совмещён с одним из цветов светофора, в автомобильных с жёлтым, в пешеходных с другим цветом сигнала. При этом цвет цифр обратного отсчёта совпадает со цветом сигнала, который они отсчитывают.
Один из путей повышения эффективности светофора — приспособление его для использования слепыми людьми. В условиях, когда необходимо повышенное внимание, такие дополнения оказываются полезными и для обычных людей.
Таково звуковое сопровождение, срабатывающее при смене цветов: медленное тиканье («иди») или быстрое тиканье («быстрее»).
В Германии и Нидерландах площадка перед пешеходным переходом выложена ребристыми плитками и мягкими резиновыми пластинками, при наступлении на которые нога немного проседает, и человек непроизвольно останавливается.

## Память и достопримечательности
В Орле есть Светофорный переулок (наименован в 1968 году в память о присоединении СССР к Венской конвенции о знаках и сигналах), в Хабаровске — Светофорный проезд, а в Новосибирске — Светофорная улица.